# Kapszulaendoszkóp

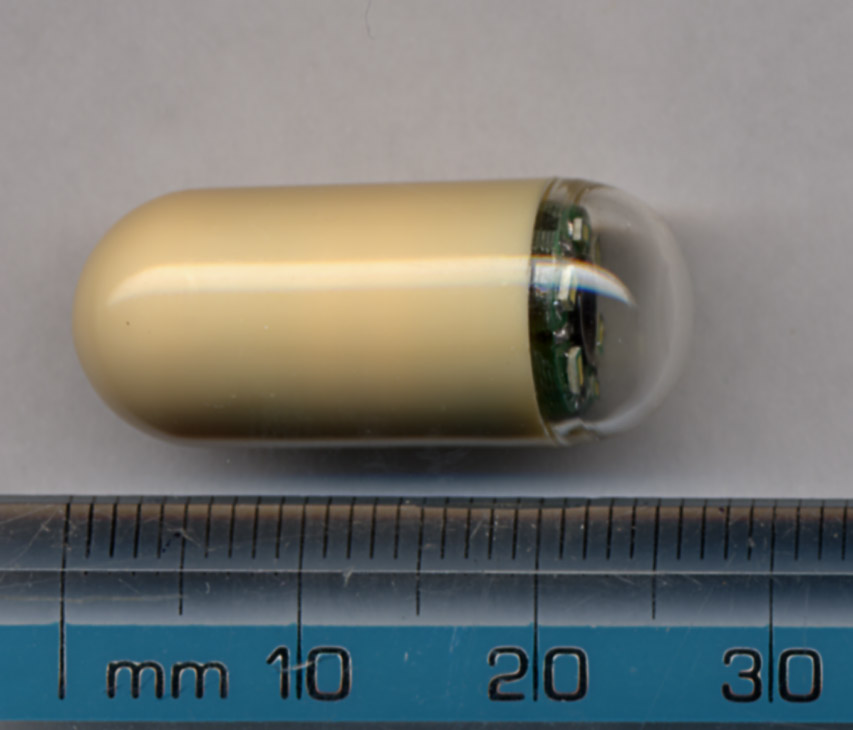
Így néz ki a kapszula

A kapszulaendoszkóp egy orvosdiagnosztikai eszköz, egy kapszulába szerelt miniatűr videókamera, amely a lenyelés után végighalad a tápcsatornán (nyelőcső, gyomor, vékonybél, vastagbél, végbél), és a végbélnyíláson át távozik a szabadba, közben videófelvételeket készít, amelyeket a derékra rögzített vevőegység tárol.
A miniatűr kamera a bélrendszer vizsgálatára használt száloptikás endoszkóppal végzett béltükröző eljárásoknak lehet az alternatívája. Ez utóbbiaknál, a nyelőcsövön vagy a végbélen keresztül egy hosszú, rugalmas cső végére erősített apró kamerát vezetnek a megfigyelni kívánt területre. A módszer hátránya, hogy legfeljebb 1 m hosszú terület megfigyelését teszi lehetővé, a vékonybél vizsgálata nagyon körülményes. A kapszulaendoszkóp segítségével ezek az akadályok leküzdhetők. 

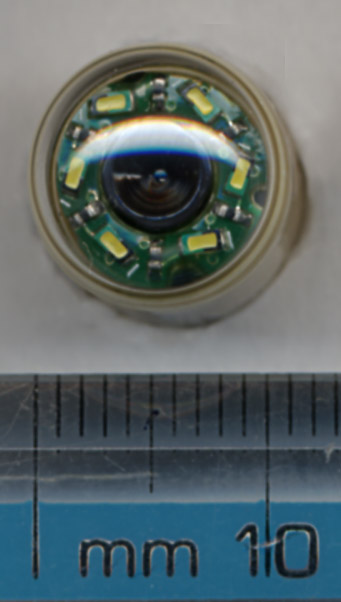
A kapszulaendoszkóp vége, rajta hat LED-del és az objektívvel

Az első lenyelhető kamerát a Given Imaging nevű izraeli mikroelektronikai cég fejlesztette ki 1999-ben. Az amerikai Élelmiszer- és Gyógyszerfelügyelet 2001-ben engedélyezte a diagnosztikai célú alkalmazását. A termék márkaneve M2A volt, és CCD-kamerát alkalmazott. Azóta ezt felváltotta a CMOS-kamera.
A minikamerás kapszula súlya 3,7 g, hossza 26 mm, átmérője 11 mm, a CMOS-kamera nagyítása 1:8, látószöge 140°.
A készülék az áthaladás során ötvenötezer képkockányi felvételt készít. A megvilágításról LED-ek gondoskodnak.
A módszer segítségével igazolható a Crohn-betegség, az irritábilisbél-szindróma, fekélyek, béldaganatok és belső vérzések gyanúja. Alkalmas lehet továbbá a cöliákia (lisztérzékenység) követésére is.
Nem alkalmazható azoknál a betegeknél, akiknek nyelési zavaruk, bélszűkületük, vagy beépített szívritmus-szabályozójuk (pacemaker) van.
A kapszulaendoszkóp csak egyszer használatos, emiatt a vizsgálat drága (2008-ban egy kapszula ára 200-240 ezer Ft volt).
Az eszköz egyik továbbfejlesztése a miniatűr robotsebész.